# 陈达之
陈达之（1925年3月—2020年12月10日），男，山东肥城人，中华人民共和国政治人物，曾任中共中央纪律检查委员会常委，第八届全国政协委员。